# Cylindroiulus tunetanus
Cylindroiulus tunetanus är en mångfotingart som beskrevs av Carl Graf Attems 1908. Cylindroiulus tunetanus ingår i släktet Cylindroiulus och familjen kejsardubbelfotingar. Inga underarter finns listade i Catalogue of Life.